# Echo I

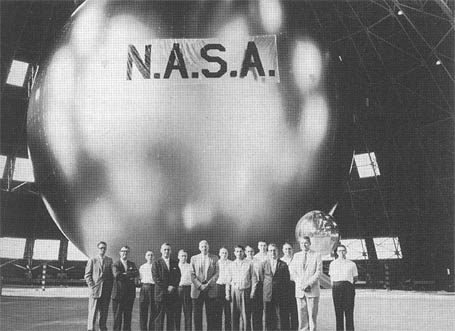

Echo 1A was een van de eerste experimentele communicatiesatellieten van NASA. De Echo 1A (beter bekend als Echo 1) werd op 12 augustus 1960 succesvol gelanceerd. Een eerdere poging om de Echo 1 te lanceren mislukte door het ontploffen van de Delta-raket, vandaar de aanduiding Echo 1A.
De Echo 1A was een passieve communicatiesatelliet. Dit hield in dat Echo geen radiosignalen ontving en weer uitzond, maar deze reflecteerde. De Echo 1A bestond uit een gemetalliseerde 0,0127 mm dikke PET polyester ballon met een diameter van 30,5 meter. De satelliet werd gebruikt voor het testen van het uitzenden en weer ontvangen van radiosignalen, het testen van systemen om satellieten te volgen en geografische doeleinden. 
De Echo 1A was met het blote oog zichtbaar als een heldere ster. Op 24 mei 1968 keerde de Echo 1A terug in de atmosfeer en verbrandde. Naast de Echo 1A lanceerde de NASA ook Echo 2 in 1964.